# 中華民國福建省二級行政區列表

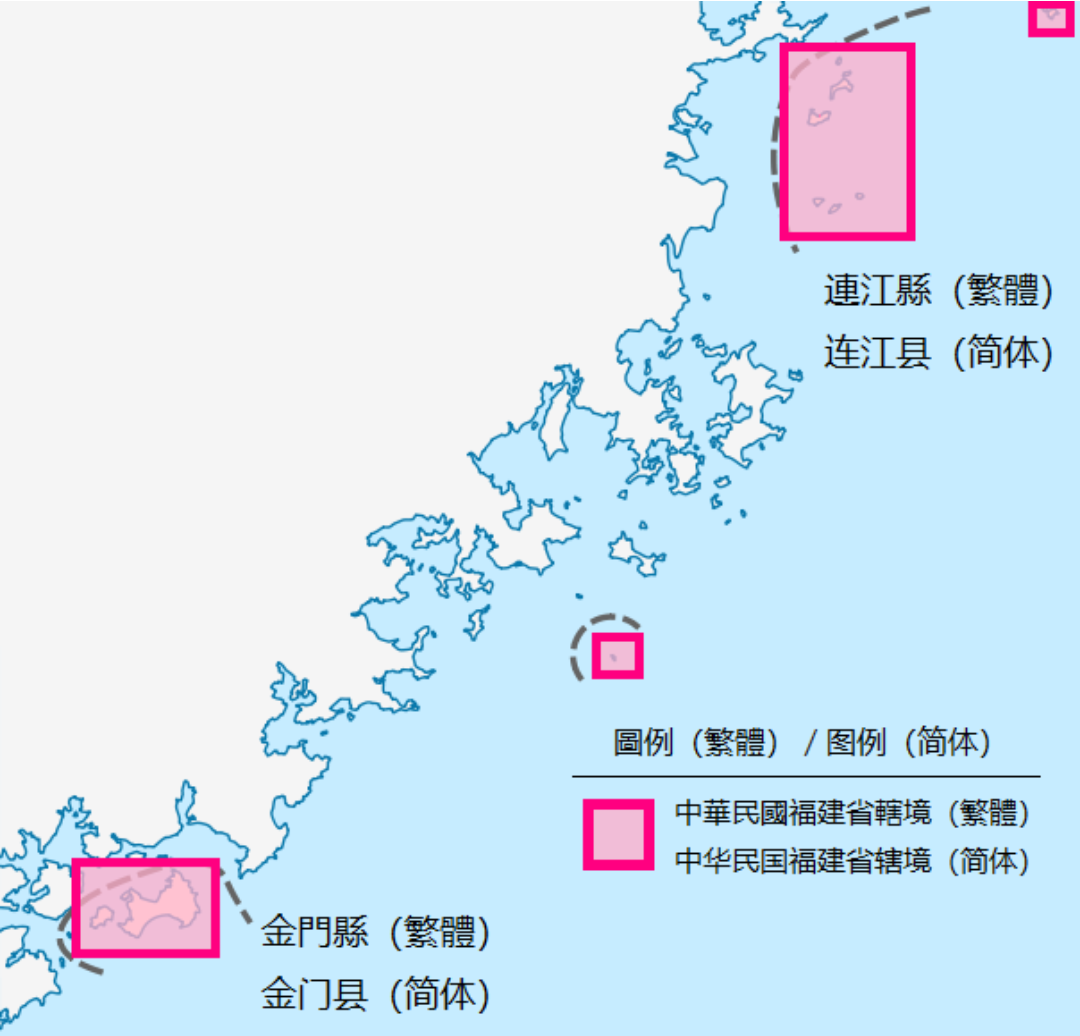
現行中華民國福建省行政區劃，實際轄區以粉紅色標示

目前，中華民國福建省法理上轄有兩個二級行政區，全數為縣，分別為金門縣和連江縣。其中，前者是中華民國福建省最大、人口數最多、人口密度最大和下轄三級行政區數最多的二級行政區，面積為151.6560平方公里，人口共139,273人，人口密度為每平方公里918人，下轄6個三級行政區（3鄉、3鎮）；後者則是中華民國福建省最小、人口數最少、人口密度最小和下轄三級行政區數最少的二級行政區，面積為28.8000平方公里，人口共13,056人，人口密度為每平方公里453人，下轄4個三級行政區（4鄉）。中華民國福建省的兩縣皆由離島組成，故兩縣全境皆被海洋包圍。

## 歷史

### 秦漢

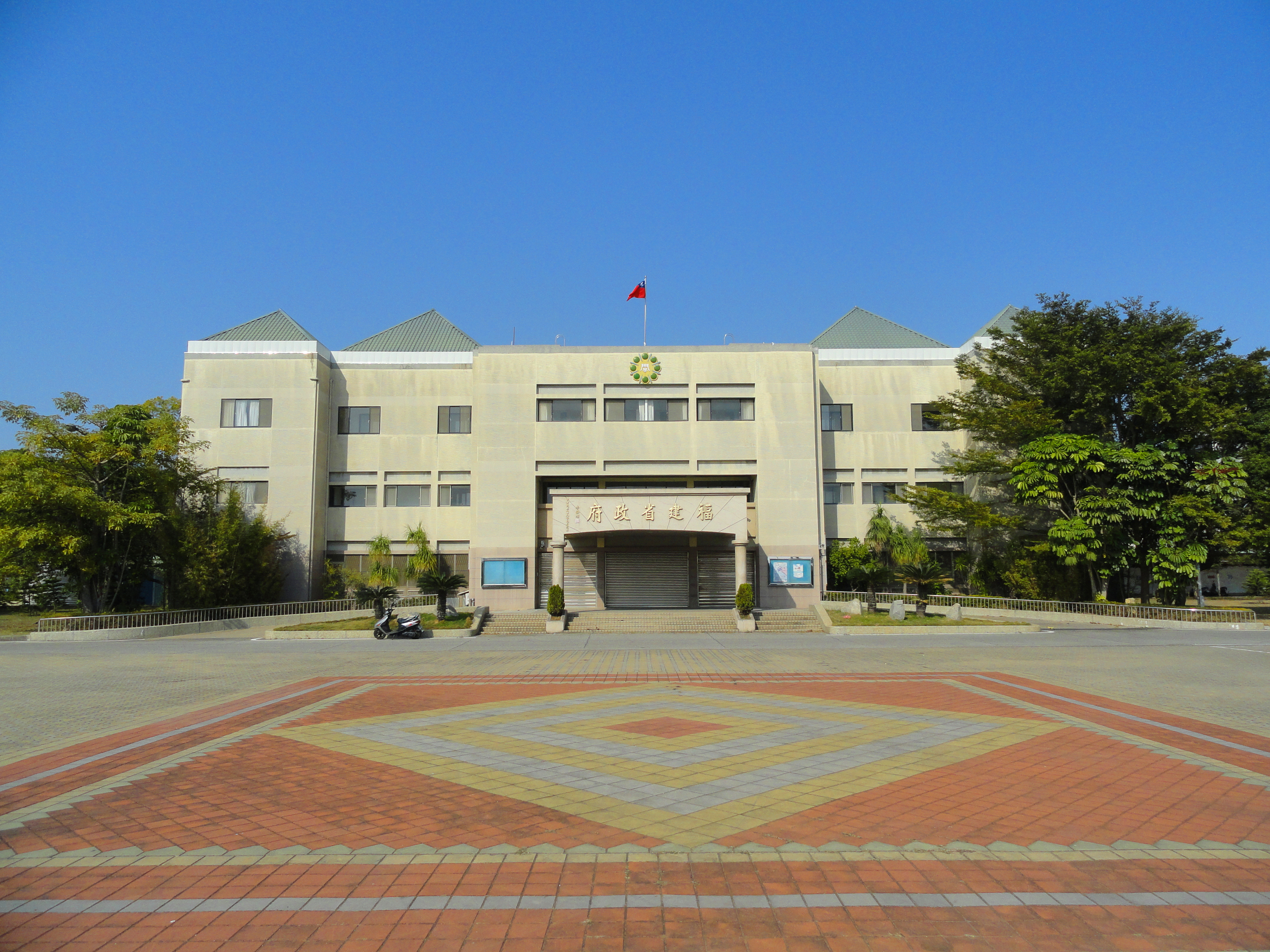
1996年至2018年之福建省政府大樓，現為行政院金馬聯合服務中心大樓

中華民國福建省的行政區劃可追溯至秦朝。秦朝曾在福建設置閩中郡，使秦朝成為首個在福建設立行政機構的中國政權。惟秦朝並未能對福建實施直接管辖，使福建地方政權作為秦朝的實際藩屬國而存在。汉昭帝始元二年（前85年）立为冶县，东汉改为东侯官，260年设建安郡，282年设晋安郡。南朝時设南安郡，治南安，后设闽州和丰州。隋朝开皇元年（581年）废郡，改丰州为泉州，大業初年更名为闽州，大业三年（607年）又废州改设为建安郡。

### 唐宋
唐朝武德元年（618年）建安郡改为建州，治闽县（今福州）。武德五年设置丰州，治志安，武德六年分设泉州，治闽县；貞觀初年丰州并入泉州；垂拱二年（686年）析出泉州南部设置漳州，治漳浦（今云霄）；圣历二年（699年）泉州析地设置武荣州，治南安；景云二年（711年）武荣州更名为泉州，治晋江，改泉州为闽州，治闽县（今福州）；开元十三年（725年）闽州更名为福州；开元二十一年（733年）设福建经略使，「福建」一詞始出現；天宝元年（724年）改属江南东道，改福建经略使为长乐经略使；乾元元年（758年）以长乐郡为福州都督府，经略使改为都防御使；上元元年（760年）升格为节度使。後梁开平三年（909年）封王审知为闽王；贞明六年（920年）在福州设立大都督府；长兴四年（933年）福州升为长乐府；开运二年（945年）改长乐府为东都。
宋朝時置福建路，下辖福州、建州、泉州、漳州、汀州、南劍州六州及邵武、興化兩軍，又稱「八閩」。南宋绍兴三十二年（1162年），建州升为建宁府。宋末，福州升為福安府，兴化軍升為兴安州。

### 元代
元朝至元十五年（1278年）置福建等处行中书省治福州路，寻更名泉州行省徙泉州路，十七年（1280年）复置福州行省，同年省入泉州行省，后又分置福建行省，二十年（1283）省泉州行省并入福建行省，又一度省入漳州，二十一年（1284年）省福建行省并入江浙等处行中书省，置分省于泉州路；寻复置福建行省治福州路，二十八年（1291年）改置福建道宣慰司并入江西等处行中书省，二十九年（1292年）复置福建行省。大德元年（1297年）更名福建平海等处行中书省徙泉州路，又复为福建行省复治福州路，三年（1299年）罢福建行省为福建道宣慰司，改属江浙行省。至正十六年（1356年）改置福建等处行中书省。福建等处行中书省置福州路、建宁路、泉州路、兴化路、邵武路、延平路（原名南剑路）、汀州路、漳州路八路。

### 明清
吴元年（1367年），福州路、邵武路分别改置福州府、邵武府。明朝洪武元年（1368年），泉州路、建宁路、延平路、汀州路、兴化路、漳州路分别改置泉州府、建宁府、延平府、汀州府、兴化府、漳州府；二年（1369年）置福建行中书省，治福州府，辖福州府、泉州府、建宁府、延平府、邵武府、汀州府、兴化府、漳州府；九年（1376年），福建行省改置福建等處承宣布政使司。成化九年（1473年），福寧縣升為福宁直隸州，福建等處承宣布政使司時轄八府一直隶州。清沿明制，以为省，省治福州府，福寧直隸州於雍正十二年（1734年）升為福宁府。

### 中華民國
民国元年（1912年），福建省政府成立，全省並划分为東路道、南路道、西路道、北路道4道。民国3年（1915年），以原辖区改为闽海道（闽东）、厦门道（闽南）、汀漳道（闽西）及建安道（闽北）。民国14年（1925年），废除道制，实行省、县两级制。民国22年（1933年），十九路军在福州发动“閩變”，成立中華共和國人民革命政府，定福州为首都，将福建划为闽海省、延建省、兴泉省、龙汀省4个省和福州、厦门两个特别市，辖64县。民国23年（1934年），人民革命政府解散，福建省政府成立，同年7月实行行政督察专员公署制度，将全省划分为10个行政督察区公署，仍辖64县。民国24年（1935年）设立厦门市。民国27年（1938年），福建省政府迁往永安，全省行政区划为7个行政督察区、1市、62县、7个特区。民国30年（1941年），日軍攻占福州，第一区专署迁往福安。民国32年（1943年）全省行政区划调整为8个行政督察区、2市、64县、2个特区。民国34年（1945年），省政府迁回福州。民国35年（1946年），福州市正式成立，全省行政区划调整为9个行政督察区、2市、66县。民国36年（1947年），全省行政区划调整为7个行政督察区、67县、2市。

#### 內戰與分治
民國37年（1948年）後，中華民國政府在第二次国共内战中漸趨劣勢，福建省多數縣市皆遭到中國人民解放軍攻佔。民國38年（1949年）10月17日，中華民國國軍主動放棄廈門，集中兵力固守金門。同月，福建省政府由軍方全面接管，實行軍管制度，停止金門、東山及馬祖的縣制，改設民政處管轄地方行政。民國39年（1950年）3月成立金門及馬祖兩軍管區行政公署，代理原來的金門、連江、長樂、羅源以及莆田等五縣實際轄區之政務；5月，國軍撤離海南島，並主動放棄舟山群島，15萬國軍及大量物資轉運台灣。民國44年（1955年）1月18日，解放军发起一江山岛战役，1月19日攻占一江山岛。1月20日，福建省政府於金門恢復建制，並於馬祖設立閩東北行政公署，管轄連江、長樂、羅源3縣之政務。一江山岛陷落後，大陳島等浙東沿海地區陷入不利；中華民國政府經多方評估後，決定放棄浙江沿海剩餘島嶼，集中力量防衛臺澎金馬，至此中国大陆沿海仅剩下福建沿海的金门、马祖由中華民國控制。民國68年（1979年），考虑到当时国际环境，解放军停止对金门砲擊。

#### 去任務化
民國107年（2018年），時任行政院院長賴清德進一步決議省級機關去任務化、預算歸零，所存省級行政組織及業務完全移交中央政府。福建省政府實質上解散，僅依照憲法增修條文保留福建省政府之機關名號及福建省政府主席之無給職職位。同年12月，福建省政府之行政組織及業務由行政院金馬聯合服務中心接收。自此以後，中華民國福建省的實體省級機關正式走入歷史。

## 列表
註：本章節表列之區域代碼係為戶役政資訊系統資料代碼，與已停止適用之中華民國各省（市）縣（市）行政區域代碼或中華民國行政區域及村里代碼同號（僅在鄉鎮市區以上僅直轄市之區不同號），資料來自內政部戶政司；縣市旗、縣市徽及下轄三級行政區數資料來自內政部及各地方政府官網；面積、人口數及人口密度資料來自內政部統計處發行之《內政統計月報》，面積的單位是平方公里（取至小數點下第4位），人口的單位是人，人口密度的單位則是人/平方公里（取至個位），數據以2018年（民國107年）12月底為準。
中華民國福建省共有2個縣。
| 名稱   | 區域代碼 | 縣旗       | 縣徽       | 面積     | 人口數  | 人口密度 | 下轄三級行政區總數 | 下轄鎮數 | 下轄鄉數 | 政府所在地 | 地圖 |
| ------ | -------- | ---------- | ---------- | -------- | ------- | -------- | ------------------ | -------- | -------- | ---------- | ---- |
| 連江縣 | 09007    | 連江縣縣旗 | 連江縣縣徽 | 28.8000  | 13,056  | 453      | 4                  | 0        | 4        | 南竿鄉     |      |
| 金門縣 | 09020    | 金門縣縣旗 | 金門縣縣徽 | 151.6560 | 139,273 | 918      | 6                  | 3        | 3        | 金城鎮     |      |

## 圖集

部分中華民國福建省二級行政區圖集
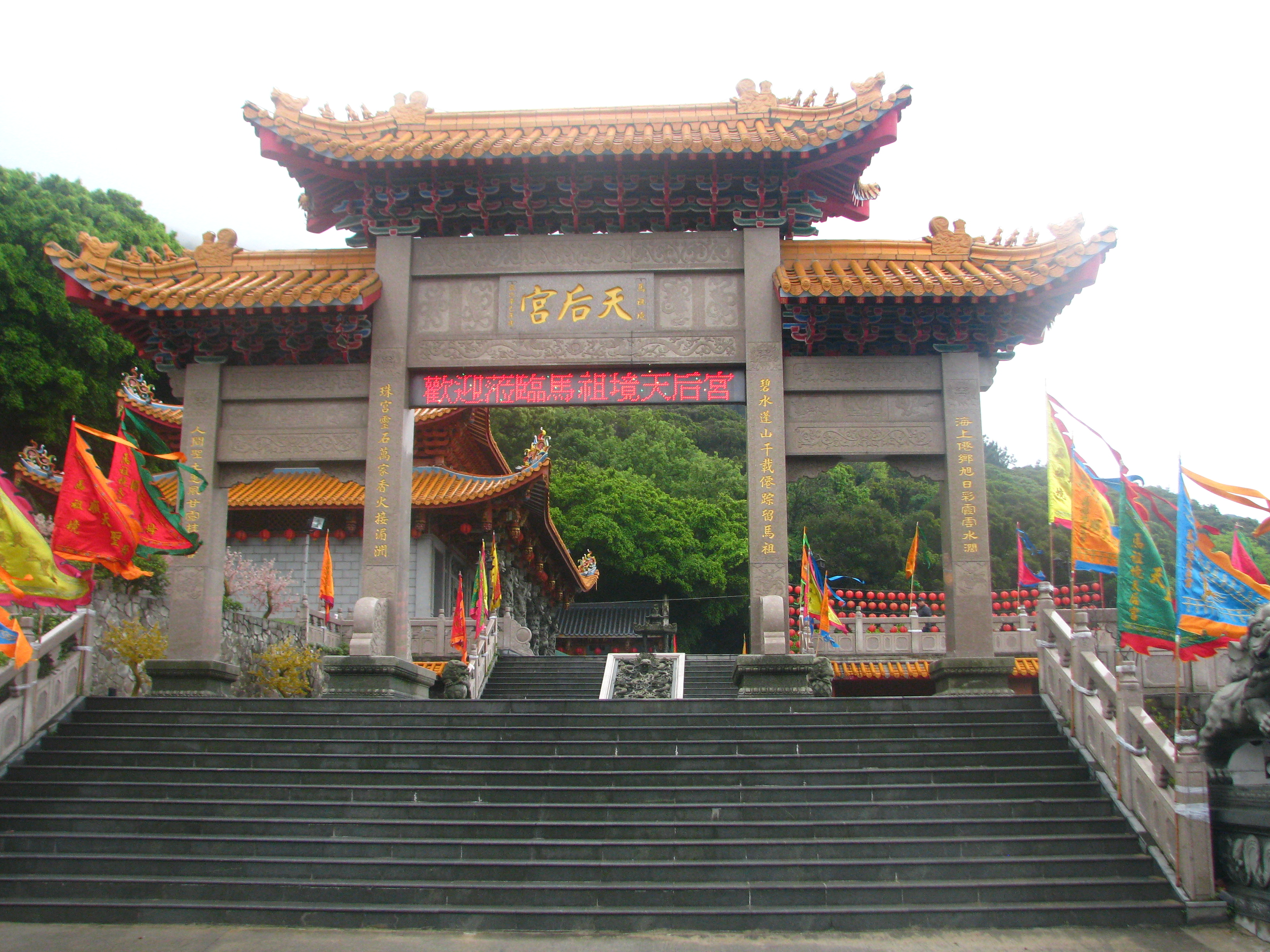
連江縣馬祖天后宮
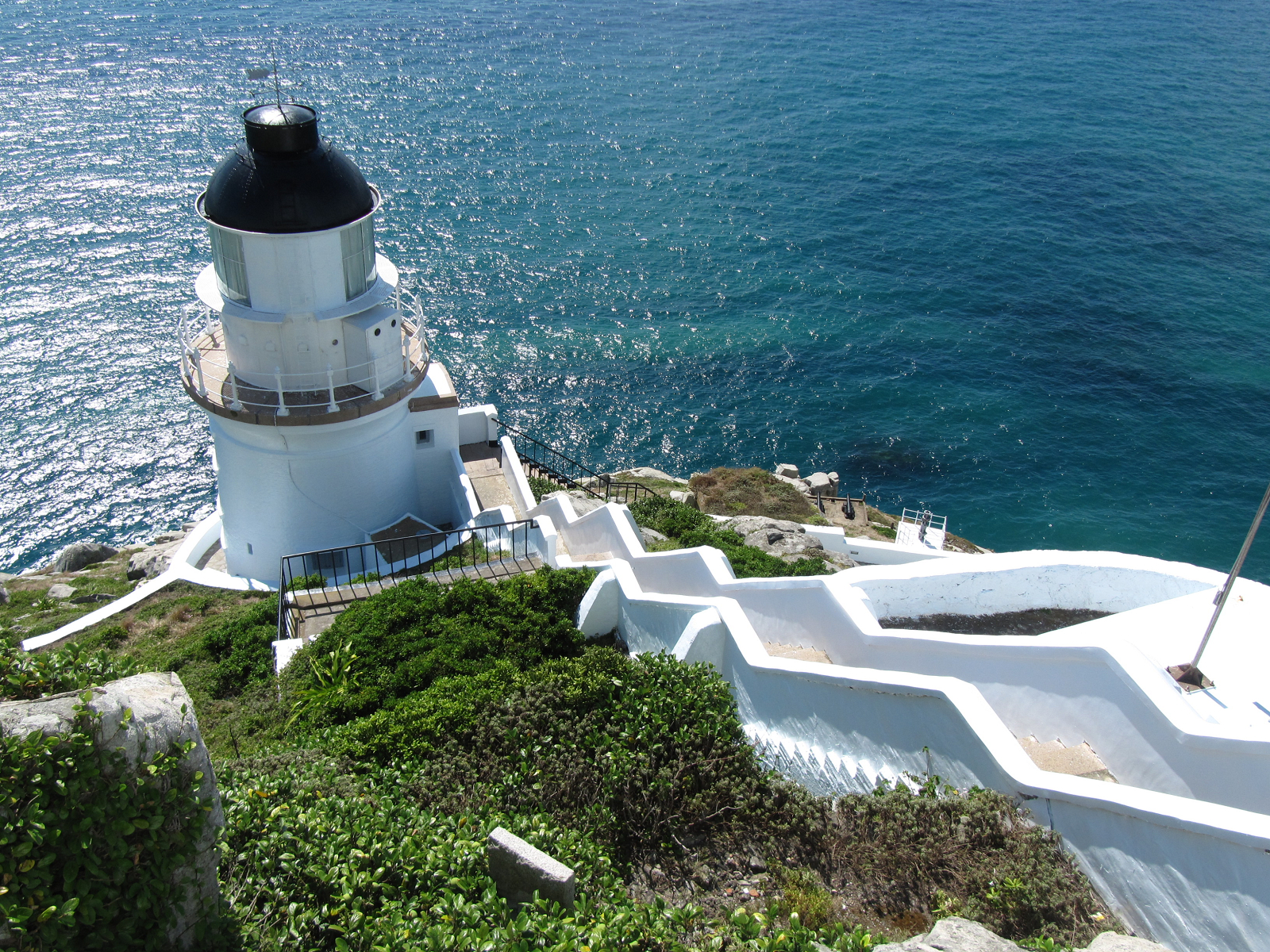
連江縣東引島燈塔
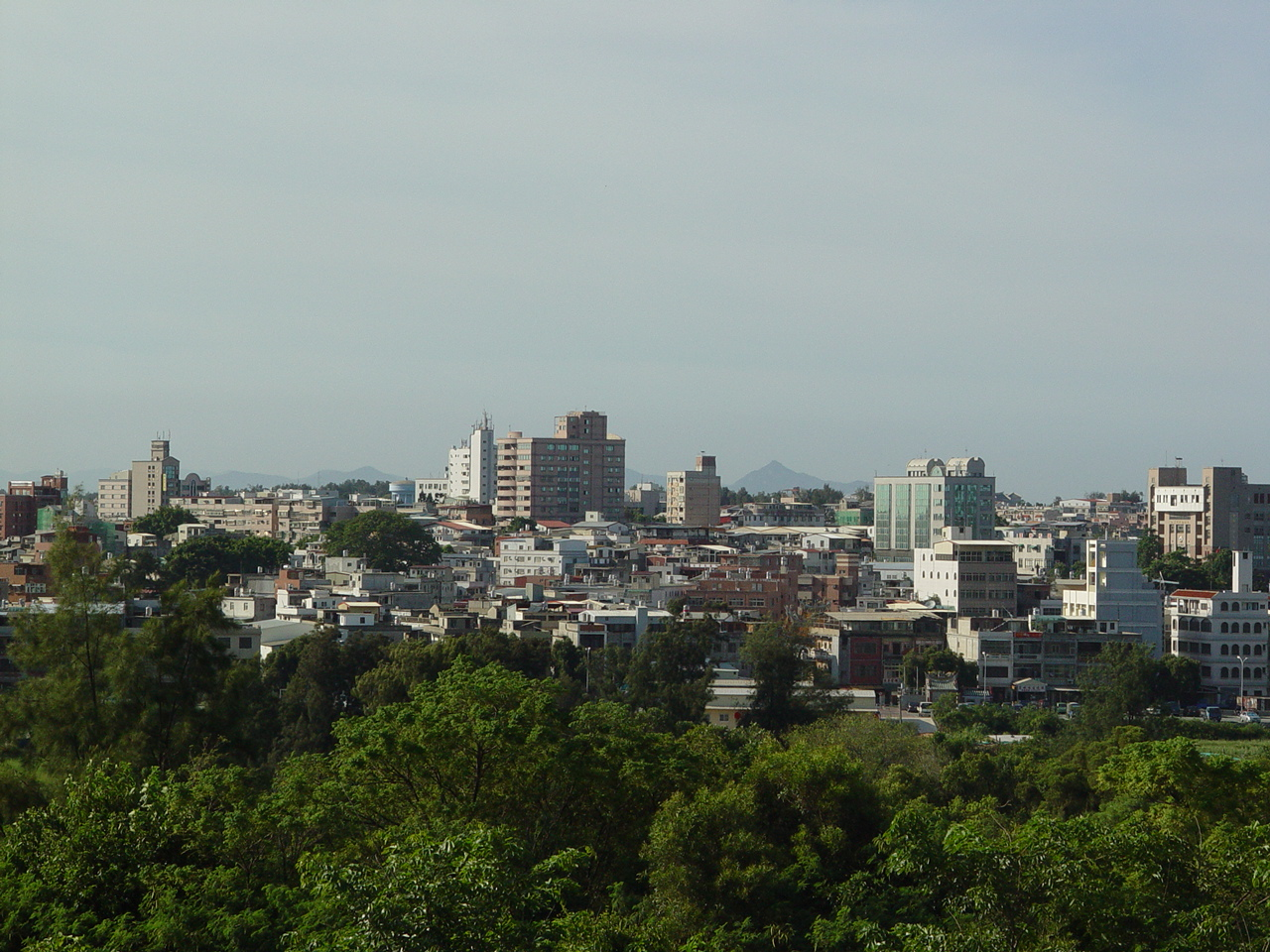
金門縣金城鎮市區
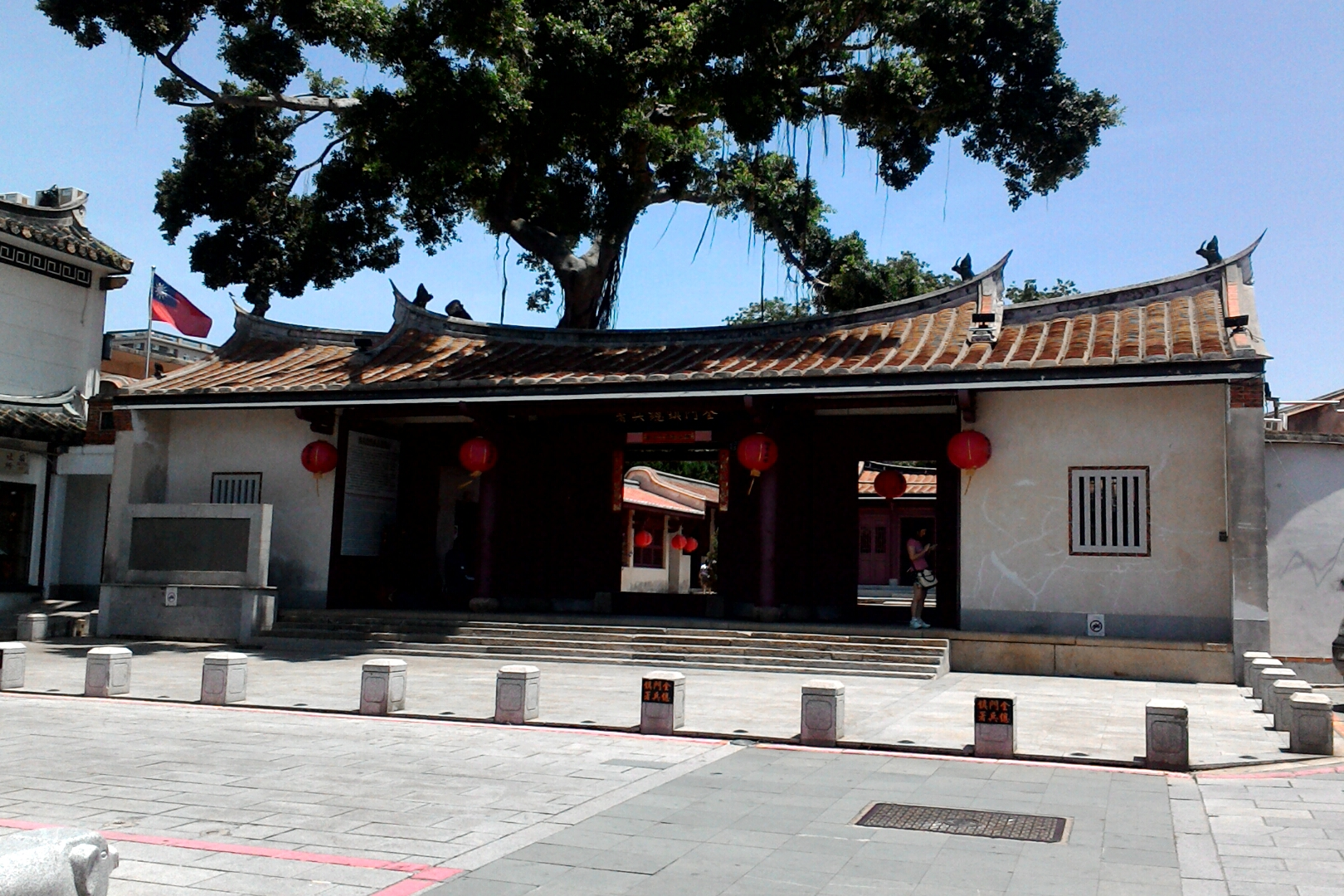
金門縣清金門鎮總兵署
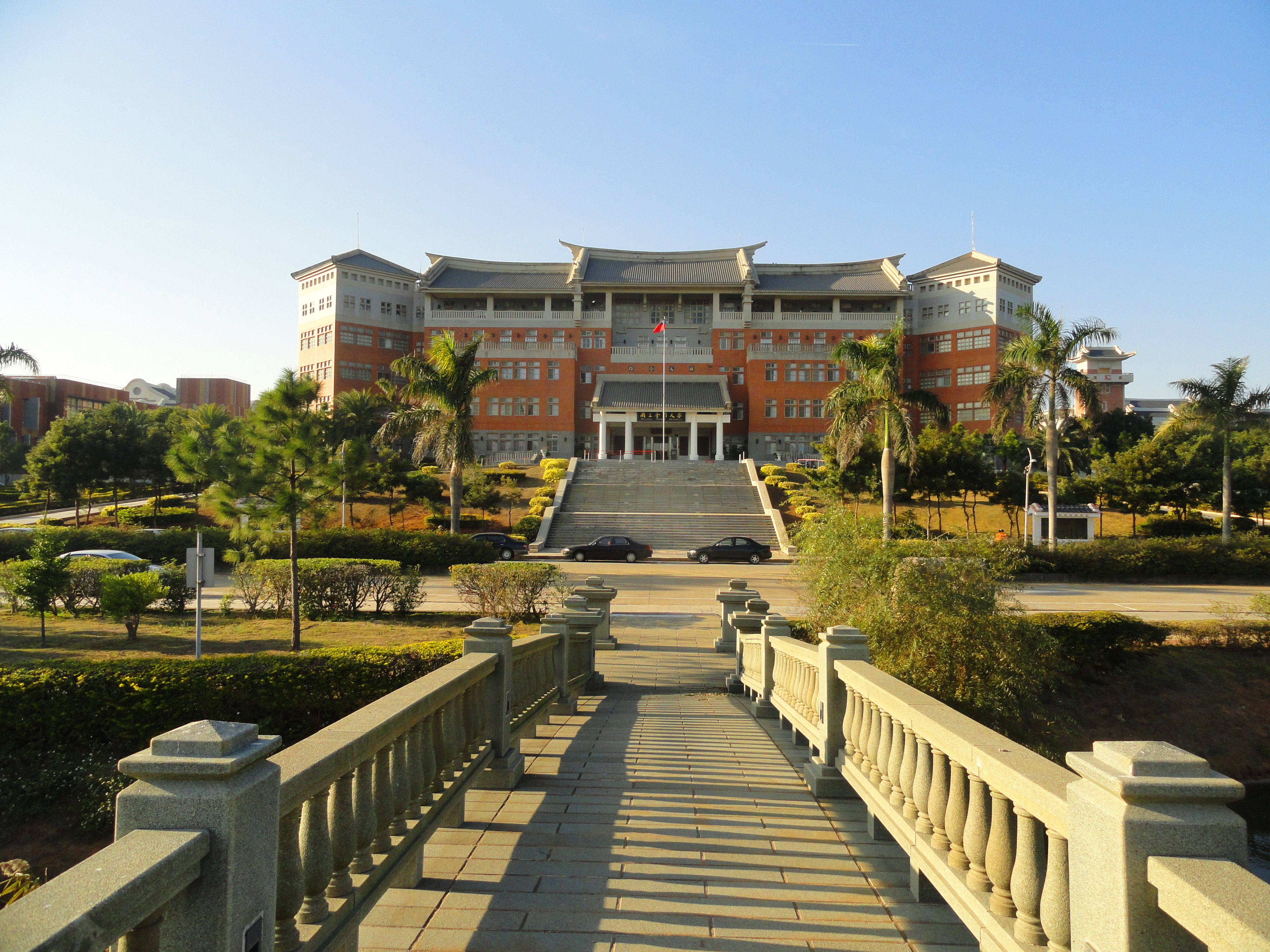
金門縣國立金門大學綜合教學大樓

## 外部連結
- 中華民國政府機關網址索引（页面存档备份，存于） （繁體中文）